# Kherliganj
Kherliganj é uma vila no distrito de Baran, no estado indiano de Rajastão.

## Demografia
Segundo o censo de 2001, Kherliganj tinha uma população de 7391 habitantes. Os indivíduos do sexo masculino constituem 52% da população e os do sexo feminino 48%. Kherliganj tem uma taxa de literacia de 58%, inferior à média nacional de 59.5%: a literacia no sexo masculino é de 70% e no sexo feminino é de 44%. Em Kherliganj, 16% da população está abaixo dos 6 anos de idade.